# Anders Daniel Pontén
Anders Daniel Pontén, född 19 april 1782 i Vederslöv, död 4 mars 1846 i Järsnäs, var en svensk präst. Han var kyrkoherde i Järsnäs pastorat i Växjö stift. Han tillhörde släkten Pontén från Småland och var son till stamfadern Petrus Pontén och Rebecka Widegren. Han var också bror till prästerna Johan och Peter Pontén. Han gifte sig 1820 med Erika Gustava Hjelmérus (1798–1859). Namnet Pontén levde vidare genom sonen Daniel Julius Pontén (1829–1889), bruksförvaltare, vars dotter Tyra Pontén (1877–1961) torde ha varit siste bäraren av namnet i Anders Daniel Ponténs gren.